# 特拉帕尼省
特拉帕尼省（義大利語：Provincia di Trapani）是意大利西西里大区的一個省。面積2,460平方公里，2005年人口434,435人。首府特拉帕尼。下分25个市鎮。
自西西里省份被取消后，该省在2015年被特拉帕尼自由市镇联合体所取代。